# Pusillathetis
Pusillathetis là một chi bướm đêm thuộc họ Noctuidae.